# Isot Kilian
Pour les articles homonymes, voir Kilian.
Isot Kilian, née à Berlin-Köpenick le 11 avril 1924 et morte à Berlin le 14 mars 1986, est une comédienne et assistant metteur en scène allemande.

## Biographie
Isot Kilian passe son enfance à Berlin-Köpenick, assombrie cependant par l'arrivée au pouvoir des nazis. En 1933, lors de la semaine sanglante de Köpenick, son père subit des violences desquelles il mourra en 1940. En 1934, la famille déménage à Hambourg afin d'échapper à la Gestapo berlinoise. En 1939, elle fait connaissance de l'écrivain alors inconnu Wolfgang Borchert. Elle suit des cours de théâtre et travaille avec à ses premières pièces. Elle se lie aussi d'amitié avec Günther Mackenthun, mais n'épouse aucun des deux hommes, mais a cependant sa première fille en 1941, qu'elle nomme aussi Isot. Elle joue dans différents théâtres.
En 1946, Isot Kilian retourne à Berlin avec sa mère, travaille dans la radiodiffusion et avec Egon Monk au cabaret Frischer Wind. Elle est embauchée en 1949 par Hélène Weigel pour le Berliner Ensemble nouvellement fondé en tant qu'actrice et dramaturge et directrice adjointe.
Elle se marie en 1952 avec le philosophe et journaliste  Wolfgang Harich, avec qui elle a sa deuxième fille, Catherine. Le couple divorce après  seulement deux ans. À partir de 1953, elle devient de plus en plus familière de Bertolt Brecht, et devient son dernier amour pour un court laps de temps.  Près de dix ans après la mort de Brecht survenue en 1965, Isot Kilian épouse l'acteur Bruno Carstens. Elle travaillera toute sa vie dans le théâtre, au Berliner Ensemble, puis plus tard à l'Institut für Schauspielregie, également à Berlin.
Isot Kilian repose au cimetière de Dorotheenstadt à Berlin, aux côtés de son mari.

## Filmographie

### Comme actrice
- 1944 : Träumerei
- 1955 : Pauken und Trompeten (téléfilm)
- 1957 : Herr Puntila und sein Knecht Matti (téléfilm) : Zofe